# الدوري المولدوفي الوطني 1992–93
الدوري المولدوفي الوطني 1992–93 هو الموسم 2 من  الدوري المولدوفي الوطني. أقيم خلال الفترة 22 أغسطس 1992 وحتى 26 يونيو 1993، وأشرف على تنظيمه اتحاد مولدافيا لكرة القدم، وكان عدد الأندية المشاركة فيه  16، وفاز فيه زمبرو تشيسيناو.